# Parti socialiste populaire (Espagne)
 (mai 2024).
Si vous disposez d'ouvrages ou d'articles de référence ou si vous connaissez des sites web de qualité traitant du thème abordé ici, merci de compléter l'article en donnant les références utiles à sa vérifiabilité et en les liant à la section « Notes et références ».
Pour les articles homonymes, voir Parti socialiste populaire.
Le Parti socialiste populaire (PSP), fondé en 1968 sous le nom de Parti socialiste de l'intérieur (PSI), est un parti politique espagnol d'idéologie socialiste dirigé par Enrique Tierno Galván, fondé en 1968 et dissout en 1978.

## Historique
L'histoire du PSP se confond assez largement avec celle de son principal dirigeant Enrique Tierno Galvan, dont les travaux universitaires d'inspiration marxiste sont publiés dès le milieu des années 1950. Ce n'est cependant qu'en 1965 que celui-ci fonde la Federación Socialista Castellana (Fédération socialiste castillane) avec Raul Morodo. Celle-ci sert de base à la création du Partido Socialista del Interior (Parti socialiste de l'intérieur), ainsi dénommé pour se distinguer du PSOE, dont la plupart des animateurs sont en exil du fait de la dictature franquiste.
Le PSI est pour l'essentiel un mouvement intellectuel, qui recrute clandestinement dans les universités et se réclame du marxisme. En 1974, il change de nom pour devenir le Parti socialiste populaire, et participe, avec le Parti communiste espagnol et le Parti carliste, à la création d'une coalition, l'union démocratique espagnole.
Après la fin du franquisme, le PSP est légalisé. Aux élections générales de 1977, il obtient 4,46 % des voix et 6 députés. L'année suivante, le parti entame des discussions avec le PSOE et le PCE en vue de former une union des gauches. Celles-ci aboutissent à la décision du congrès d'avril 1978 de fusionner avec le PSOE. Le PSP disparaît donc en tant que tel.
Par la suite, Tierno Galvan sera élu maire de Madrid.